# ポケモン全国図鑑Pro
『ポケモン全国図鑑Pro』（ポケモンぜんこくずかんプロ）は、ポケモンより2012年7月14日発売のニンテンドー3DS用ゲームソフト。2012年11月16日にiOS版がリリース。

## 概要
ポケモン立体図鑑BWの後継作であり、様々な機能が追加されている。ポケモンの情報は『ブラック2・ホワイト2』までに登場するポケモンのうち、フシギダネ（全国図鑑No001）からゲノセクト（全国図鑑No649）までの649匹が収録されている。

## 機能
タイトル
前作には存在しなかったが、本作からはタイトルとメニュー画面が追加された。
この画面で操作せずに一定時間経つと、上画面に時計とポケモンが表示されランダムで変化する。
ポケモン図鑑
ポケモンの情報が閲覧できる
わざ辞典
ポケモンが覚えることのできるわざの情報が閲覧できる。
ポケモンチャレンジ
ポケモンに関するクイズに挑戦できるモード。
記録・アルバム
ポケモンチャレンジの結果や撮影した写真が確認できる。
ARファインダー
ARマーカーを用いて、ポケモンの写真が撮影できる。

### 前作からの主な変更点
前作の図鑑機能についてはポケモン立体図鑑BW#図鑑機能を参照。
- ポケモン図鑑
  - 全国図鑑番号NO001～493のポケモンが追加された。
  - イッシュ地方のポケモン（No494～No646）についても、ブラック2・ホワイト2以降の情報が追加された。
  - ポケモンのいつのまに通信で配信・ワイヤレス通信での交換機能は廃止され、全てのポケモンが初期状態で収録されている。
  - ポケモンを選択した際、前作ではポケモンの鳴き声が再生されていたが、ポケモンの名前を読み上げるナレーションに変更された。
  - 図鑑の背景・BGMが追加された。
  - 隠し特性の情報が追加された。
  - ポケモン図鑑の説明文がブラック2・ホワイト2のものとなった。
  - タイプ相性が表示されるようになった。
  - 3D立体視の強弱が変更可能になった。
- わざじてん
  - 戦闘効果の確率などに詳細な数値が記載された
- ARファインダー
  - 撮影した写真がポケモン図鑑に登録できるようになった。
  - タイプチェッカーが導入され、それぞれのタイプのボールのようなものを投擲することでポケモンがアクションを起こすようになった。
  - 順位チェッカーが導入され、複数のポケモンの能力が比較できるようになった。

## ポケモン図鑑 for iOS
2012年11月16日に配信が開始された、ポケモン全国図鑑ProのiOS版。

2015年11月30日にサービスを終了。
基本的な機能は3DS版に準じているが主に以下の様な変更点がある。
- 初期状態で収録されているのはイッシュ地方のポケモン（No494ビクティニ～No649ゲノセクト）のみで、カントー地方・ジョウト地方・ホウエン地方・シンオウ地方のポケモンの情報はそれぞれ\500で販売されている。
- ポケモン図鑑のポケモンが自動的に回転する。
- ポケモンの名前を読み上げるナレーションは収録されていない。
- ブラック2・ホワイト2以外の図鑑説明文が記載されている。
- ポケモンの出現場所の情報が記載されている。
- それぞれのポケモンにメモが残せる。
- 3D立体視機能、ポケモンチャレンジ、ARファインダーは搭載されていない。